# Course en ligne féminine aux championnats du monde de cyclisme sur route 2024
La course en ligne féminine aux championnats du monde de cyclisme sur route 2024 a lieu le samedi 28 septembre 2024 entre Uster et Zurich, en Suisse, sur une distance de 154,1 kilomètres. Les coureuses de moins de 23 ans (espoirs) participent aussi à cette course en ligne.

## Parcours
Partant d'Uster dans le canton de Zurich, le championnat est constitué en première partie d'un parcours en ligne de 46,7 km menant à un premier passage sur la ligne d'arrivée sur la Sechseläutenplatz (de) de Zurich. Ensuite, les coureuses accomplissent quatre fois le circuit local d'une longueur de 26,850 km et d'un dénivelé de 409 mètres. Ce circuit vallonné comporte plusieurs montées comme, après 2 kilomètres, la Zürichbergstrasse, une côte de 800 mètres à une moyenne de 8,6 % se terminant par un court passage à 15,9 %. La côte suivante est la Witikonerstrasse, une côte de 1 kilomètre à une moyenne de 8 %. La fin de ce circuit est plate et longe le lac de Zurich avant de rentrer en ville.

## Récit de la course
Une pluie intense s'abat sur la course. La première échappée est constituée de Caroline Baur, Sara Martín et Nina Berton. Elles ont trente secondes d'avance lors du premier passage sur la ligne. Dans la Bergstrasse, Berton se retrouve seule. Elle est ensuite reprise. Une sélection a rapidement lieu dans le peloton. Un nouveau groupe de tête se forme et comporte neuf coureuses : Riejanne Markus, Niamh Fisher-Black, Sarah Gigante, Soraya Paladin, Urska Zigart, Justine Ghekiere, Elena Hartmann, Christine Majerus et Mie Bjørndal Ottestad. Elles sont rapidement rejointes par  Franziska Koch  et Mischa Bredewold. L'accéleration du peloton distance Elisa Balsamo et met en difficulté Pauline Ferrand-Prévot. Après avoir repris l'échappée, les Pays-Bas continuent à durcir la course. Le peloton est ainsi réduit à douze unités. Riejanne Markus sort, immédiatement suivie par Justine Ghekiere. Néanmoins, les Néerlandaises Marianne Vos, Puck Pieterse et Bredevold roulent sur le duo. Dans la descente, Vos et Ruby Roseman-Gannon reviennent sur la tête. Dans la côte de Wetzikon, Liane Lippert accélère et réduit l'écart. Seules Kopecky, Chloé Dygert, Elisa Longo Borghini et Demi Vollering peuvent suivre l'Allemande. Longo Borghini surenchère, mais Vollering est attentive. Kopecky est distancée tout comme Chloé Dygert. Malgré cette montée très rapide, le groupe de neuf coureuses se reforme ensuite à environ quatorze kilomètres de l'arrivée. Dans la dernière montée, Vollering attaque, mais élimine principalement ses coéquipières. Elles sont alors six en tête. À cinq kilomètres de la ligne, Longo Borghini utilise une petite montée pour placer une attaque nette. Vollering fait l'effort pour la reprendre. Elles sont alors quatre en tête, mais Roseman-Gannon et Dygert reviennent ensuite. Kopecky se montre plus rapide devant Dygert et Longo Borghini,.

## Classement
| \| Classement général \| Classement général \| Classement général \| Classement général \| Classement général \| \| Coureuse \| Coureuse \| Pays \| Équipe \| Temps \| \| ------------------ \| -------------------- \| ------------------ \| ------------------ \| ------------------ \| \| 1re \| Lotte Kopecky \| Belgique \| Belgique \| 4 h 05 min 26 s \| \| 2e \| Chloé Dygert \| États-Unis \| États-Unis \| + 0 s \| \| 3e \| Elisa Longo Borghini \| Italie \| Italie \| + 0 s \| \| 4e \| Liane Lippert \| Allemagne \| Allemagne \| + 0 s \| \| 5e \| Demi Vollering \| Pays-Bas \| Pays-Bas \| + 0 s \| \| 6e \| Ruby Roseman-Gannon \| Australie \| Australie \| + 0 s \| \| 7e \| Justine Ghekiere \| Belgique \| Belgique \| + 1 min 06 s \| \| 8e \| Marianne Vos \| Pays-Bas \| Pays-Bas \| + 1 min 06 s \| \| 9e \| Riejanne Markus \| Pays-Bas \| Pays-Bas \| + 1 min 06 s \| \| 10e \| Blanka Vas \| Hongrie \| Hongrie \| + 3 min 00 s \| |                      |            |            |                 |
| |                      |            |            |                 |
| |                      |            |            |                 |
| Classement général |                      |            |            |                 |
| Coureuse | Coureuse             | Pays       | Équipe     | Temps           |
| 1re | Lotte Kopecky        | Belgique   | Belgique   | 4 h 05 min 26 s |
| 2e | Chloé Dygert         | États-Unis | États-Unis | + 0 s           |
| 3e | Elisa Longo Borghini | Italie     | Italie     | + 0 s           |
| 4e | Liane Lippert        | Allemagne  | Allemagne  | + 0 s           |
| 5e | Demi Vollering       | Pays-Bas   | Pays-Bas   | + 0 s           |
| 6e | Ruby Roseman-Gannon  | Australie  | Australie  | + 0 s           |
| 7e | Justine Ghekiere     | Belgique   | Belgique   | + 1 min 06 s    |
| 8e | Marianne Vos         | Pays-Bas   | Pays-Bas   | + 1 min 06 s    |
| 9e | Riejanne Markus      | Pays-Bas   | Pays-Bas   | + 1 min 06 s    |
| 10e | Blanka Vas           | Hongrie    | Hongrie    | + 3 min 00 s    |

## Liste des participantes
Note : les coureuses avec un astérisque (*) participent également à la course des moins de 23 ans.
| N°  | Coureur                            | Pays             | Rang               |
| --- | ---------------------------------- | ---------------- | ------------------ |
| 01  | Lotte Kopecky                      | Belgique         | Médaille d'or      |
| 02  | Lotte Claes                        | Belgique         | 52e                |
| 03  | Lore De Schepper *                 | Belgique         | Abandon            |
| 04  | Julie De Wilde *                   | Belgique         | 79e                |
| 05  | Valerie Demey                      | Belgique         | Abandon            |
| 06  | Justine Ghekiere                   | Belgique         | 7e                 |
| 07  | Julie Van de Velde                 | Belgique         | Abandon            |
| 08  | Margot Vanpachtenbeke              | Belgique         | 80e                |
| 09  | Kristen Faulkner                   | États-Unis       | 35e                |
| 010 | Chloé Dygert                       | États-Unis       | Médaille d'argent  |
| 011 | Ruth Edwards                       | États-Unis       | 62e                |
| 012 | Emily Ehrlich                      | États-Unis       | Abandon            |
| 013 | Heidi Franz                        | États-Unis       | Abandon            |
| 014 | Amber Neben                        | États-Unis       | Abandon            |
| 015 | Lauren Stephens                    | États-Unis       | 31e                |
| 016 | Mischa Bredewold                   | Pays-Bas         | 19e                |
| 017 | Thalita de Jong                    | Pays-Bas         | Abandon            |
| 018 | Riejanne Markus                    | Pays-Bas         | 9e                 |
| 019 | Puck Pieterse *                    | Pays-Bas         | 13e                |
| 020 | Pauliena Rooijakkers               | Pays-Bas         | Abandon            |
| 021 | Demi Vollering                     | Pays-Bas         | 5e                 |
| 022 | Marianne Vos                       | Pays-Bas         | 8e                 |
| 023 | Alice Maria Arzuffi                | Italie           | 50e                |
| 024 | Elisa Balsamo                      | Italie           | Abandon            |
| 025 | Elisa Longo Borghini               | Italie           | Médaille de bronze |
| 026 | Erica Magnaldi                     | Italie           | 56e                |
| 027 | Barbara Malcotti                   | Italie           | 58e                |
| 028 | Soraya Paladin                     | Italie           | 60e                |
| 029 | Gaia Realini                       | Italie           | 42e                |
| 030 | Marta Jaskulska                    | Pologne          | Abandon            |
| 031 | Marta Lach                         | Pologne          | Abandon            |
| 032 | Malwina Mul *                      | Pologne          | Abandon            |
| 033 | Katarzyna Niewiadoma               | Pologne          | 17e                |
| 034 | Karolina Perekitko                 | Pologne          | Abandon            |
| 035 | Agnieszka Skalniak-Sójka           | Pologne          | Abandon            |
| 036 | Dominika Włodarczyk                | Pologne          | 45e                |
| 037 | Marion Bunel *                     | France           | 57e                |
| 038 | Léa Curinier                       | France           | Abandon            |
| 039 | Pauline Ferrand-Prévot             | France           | Abandon            |
| 040 | Cédrine Kerbaol                    | France           | 46e                |
| 041 | Juliette Labous                    | France           | 12e                |
| 042 | Évita Muzic                        | France           | 26e                |
| 043 | Jade Wiel                          | France           | Abandon            |
| 044 | Neve Bradbury *                    | Australie        | 15e                |
| 045 | Grace Brown                        | Australie        | 30e                |
| 046 | Brodie Chapman                     | Australie        | 38e                |
| 047 | Sarah Gigante                      | Australie        | 20e                |
| 048 | Ruby Roseman-Gannon                | Australie        | 6e                 |
| 049 | Tiffany Cromwell                   | Australie        | Abandon            |
| 050 | Elinor Barker                      | Royaume-Uni      | 61e                |
| 051 | Anna Henderson                     | Royaume-Uni      | 21e                |
| 052 | Elizabeth Holden                   | Royaume-Uni      | Abandon            |
| 053 | Josie Nelson *                     | Royaume-Uni      | Abandon            |
| 054 | Claire Steels                      | Royaume-Uni      | Abandon            |
| 055 | Alice Towers *                     | Royaume-Uni      | 32e                |
| 056 | Caroline Baur                      | Suisse           | Abandon            |
| 057 | Elise Chabbey                      | Suisse           | 23e                |
| 058 | Elena Hartmann                     | Suisse           | 40e                |
| 059 | Jasmin Liechti *                   | Suisse           | 72e                |
| 060 | Noemi Rüegg                        | Suisse           | 11e                |
| 061 | Linda Zanetti *                    | Suisse           | Abandon            |
| 062 | Mireia Benito Pellicer             | Espagne          | 63e                |
| 063 | Paula Blasi Cairol *               | Espagne          | 68e                |
| 064 | Margarita Victoria García Cañellas | Espagne          | Abandon            |
| 065 | Sara Martín                        | Espagne          | 53e                |
| 066 | Usoa Ostolaza Zabala               | Espagne          | 48e                |
| 067 | Eneritz Vadillo Crespo *           | Espagne          | 49e                |
| 068 | Valentina Cavallar                 | Autriche         | Abandon            |
| 069 | Tabea Huys *                       | Autriche         | Abandon            |
| 070 | Carina Schrempf                    | Autriche         | 28e                |
| 071 | Christina Schweinberger            | Autriche         | Abandon            |
| 072 | Kathrin Schweinberger              | Autriche         | Abandon            |
| 073 | Elisa Winter *                     | Autriche         | Abandon            |
| 074 | Franziska Koch                     | Allemagne        | 43e                |
| 075 | Clara Koppenburg                   | Allemagne        | Abandon            |
| 076 | Liane Lippert                      | Allemagne        | 4e                 |
| 077 | Hannah Ludwig                      | Allemagne        | Abandon            |
| 078 | Antonia Niedermaier *              | Allemagne        | 18e                |
| 079 | Linda Riedmann *                   | Allemagne        | Abandon            |
| 080 | Henrietta Christie *               | Nouvelle-Zélande | Abandon            |
| 081 | Niamh Fisher-Black                 | Nouvelle-Zélande | 25e                |
| 082 | Ella Wyllie *                      | Nouvelle-Zélande | Abandon            |
| 083 | Solbjørk Minke Anderson *          | Danemark         | 77e                |
| 084 | Emma Cecilie Norsgaard Bjerg       | Danemark         | Abandon            |
| 085 | Maja Winther Brandt Heisel         | Danemark         | Abandon            |
| 086 | Alberte Greve *                    | Danemark         | Abandon            |
| 087 | Rebecca Koerner                    | Danemark         | 76e                |
| 088 | Cecilie Uttrup Ludwig              | Danemark         | 33e                |
| 089 | Olivia Baril                       | Canada           | 41e                |
| 090 | Clara Emond                        | Canada           | 51e                |
| 091 | Ava Holmgren *                     | Canada           | 22e                |
| 092 | Alison Jackson                     | Canada           | 64e                |
| 093 | Mara Roldan *                      | Canada           | Abandon            |
| 094 | Magdeleine Vallieres Mill          | Canada           | 14e                |
| 095 | Katrine Aalerud                    | Norvège          | 39e                |
| 096 | Marte Berg Edseth                  | Norvège          | 69e                |
| 097 | Ingvild Gåskjenn                   | Norvège          | 27e                |
| 098 | Sigrid Ytterhus Haugset            | Norvège          | 54e                |
| 099 | Mie Bjørndal Ottestad              | Norvège          | 37e                |

| N°  | Coureur                             | Pays                | Rang    |
| --- | ----------------------------------- | ------------------- | ------- |
| 100 | Lucie de Marigny-Lagesse            | Maurice             | Abandon |
| 101 | Nina Berton                         | Luxembourg          | 71e     |
| 102 | Christine Majerus                   | Luxembourg          | 44e     |
| 103 | Marie Schreiber *                   | Luxembourg          | Abandon |
| 104 | Estefanía Herrera Marín             | Colombie            | Abandon |
| 105 | Juliana Londoño David *             | Colombie            | Abandon |
| 106 | Paula Andrea Patiño Bedoya          | Colombie            | 34e     |
| 107 | Diana Carolina Peñuela Martínez     | Colombie            | Abandon |
| 108 | S'annara Grove                      | Afrique du Sud      | Abandon |
| 109 | Tiffany Keep                        | Afrique du Sud      | Abandon |
| 110 | Ashleigh Moolman-Pasio              | Afrique du Sud      | 36e     |
| 111 | Taneal Otto                         | Afrique du Sud      | Abandon |
| 112 | Shakhnoza Abdullaeva                | Ouzbékistan         | Abandon |
| 113 | Yanina Kuskova                      | Ouzbékistan         | 66e     |
| 114 | Szonja Greman *                     | Hongrie             | Abandon |
| 115 | Blanka Vas                          | Hongrie             | 10e     |
| 116 | Catalina Anais Soto Campos          | Chili               | Abandon |
| 117 | Špela Kern                          | Slovénie            | Abandon |
| 118 | Urša Pintar                         | Slovénie            | Abandon |
| 119 | Urška Žigart                        | Slovénie            | 24e     |
| 120 | Xin Tang                            | Chine               | Abandon |
| 121 | Zeng Luyao                          | Chine               | Abandon |
| 122 | Zhou Qiuying                        | Chine               | Abandon |
| 123 | Fiona Mangan                        | Irlande             | 65e     |
| 124 | Aoife O'Brien *                     | Irlande             | Abandon |
| 125 | Caoimhe O'Brien *                   | Irlande             | Abandon |
| 126 | Ayustina Delia Priatna              | Indonésie           | Abandon |
| 127 | Dewika Mulya Sova *                 | Indonésie           | Abandon |
| 128 | Sze-wing Lee                        | Hong Kong           | Abandon |
| 129 | Wing Yee Leung                      | Hong Kong           | Abandon |
| 130 | Barbora Němcová *                   | Tchéquie            | Abandon |
| 131 | Nikola Nosková                      | Tchéquie            | Abandon |
| 132 | Nela Slaníková *                    | Tchéquie            | Abandon |
| 133 | Phetdarin Somrat                    | Thaïlande           | Abandon |
| 134 | Ana Gouvea Vieira Almeida Magalhães | Brésil              | 67e     |
| 135 | Ántri Christofórou                  | Chypre              | Abandon |
| 136 | Yuliia Biriukova                    | Ukraine             | 29e     |
| 137 | Olha Kulynych                       | Ukraine             | 59e     |
| 138 | Olha Shekel                         | Ukraine             | Abandon |
| 139 | Monique du Plessis *                | Namibie             | Abandon |
| 140 | n/a                                 | n/a                 | n/a     |
| 141 | Caroline Andersson                  | Suède               | 16e     |
| 142 | Julia Borgström                     | Suède               | 78e     |
| 143 | Stina Kagevi *                      | Suède               | 75e     |
| 144 | Diane Ingabire                      | Rwanda              | Abandon |
| 145 | Jazilla Mwamikazi *                 | Rwanda              | Abandon |
| 146 | Valantine Nzayisenga                | Rwanda              | Abandon |
| 147 | Miryam Núñez                        | Équateur            | Abandon |
| 148 | Marcela Peñafiel Solano *           | Équateur            | Abandon |
| 149 | Natalia Vásquez Amaya *             | Équateur            | Abandon |
| 150 | Rasa Leleivytė                      | Lituanie            | Abandon |
| 151 | Jelena Erić                         | Serbie              | Abandon |
| 152 | Anet Barrera Esparza                | Mexique             | Abandon |
| 153 | Romina Hinojosa Cruz *              | Mexique             | Abandon |
| 154 | Marcela Prieto Castañeda            | Mexique             | Abandon |
| 155 | Maho Kakita *                       | Japon               | Abandon |
| 156 | Yurina Kinoshita                    | Japon               | 74e     |
| 157 | Eri Yonamine                        | Japon               | 73e     |
| 158 | Daniela Campos *                    | Portugal            | Abandon |
| 159 | Ana Caramelo                        | Portugal            | Abandon |
| 160 | Lilibeth del Carmen Chacón García   | Venezuela           | Abandon |
| 161 | Anastasia Carbonari                 | Lettonie            | 70e     |
| 162 | Safia Al Sayegh                     | Émirats arabes unis | Abandon |
| 163 | Laura Lizette Sander *              | Estonie             | Abandon |
| 164 | Elina Tasane *                      | Estonie             | Abandon |
| 165 | Mallika Benallal                    | Maroc               | Abandon |
| 166 | n/a                                 | n/a                 | n/a     |
| 167 | Argyro Milaki                       | Grèce               | Abandon |
| 168 | Nora Jenčušová *                    | Slovaquie           | Abandon |
| 169 | Rotem Gafinovitz                    | Israël              | Forfait |
| 170 | Adar Shriki *                       | Israël              | Abandon |
| 171 | Agua Marina Espínola Salinas        | Paraguay            | Abandon |
| 172 | Agustina Reyes Perdomo              | Uruguay             | Abandon |
| 173 | Sauking Shi                         | Salvador            | Abandon |
| 174 | Gissel Andino                       | Honduras            | Abandon |
| 175 | Petya Minkova                       | Bulgarie            | Abandon |
| 176 | Gergana Stoyanova *                 | Bulgarie            | Abandon |
| 177 | Ivana Tonkova *                     | Bulgarie            | Abandon |
| 178 | Ksanet Weldemikeal *                | Érythrée            | Abandon |
| 179 | Teniel Campbell                     | Trinité-et-Tobago   | 47e     |
| 180 | Cătălina Andreea Cătineanu *        | Roumanie            | Abandon |
| 181 | Iuliana-Alexandra Cioclu *          | Roumanie            | Abandon |
| 182 | Hermione Ahouissou                  | Bénin               | Abandon |
| 183 | Nerıman Neyran Elden Köşker         | Turquie             | Abandon |
| 184 | Sevim Gerçek *                      | Turquie             | Abandon |
| 185 | Fariba Hashimi *                    | Afghanistan         | 55e     |
| 186 | Yulduz Hashimi                      | Afghanistan         | Abandon |
| 187 | Anabel Yapura Plaza                 | Argentine           | 81e     |
| 188 | Emmanuella Rukundo *                | Burundi             | Abandon |
| 189 | Sara Nicole Torrico Ortiz *         | Bolivie             | Abandon |
| 190 | Floren Villanueva Scrafton          | Bolivie             | Abandon |
| 191 | Enkhmaa Enkhtur                     | Mongolie            | Abandon |
| 192 | Anujin Jinjiibadam *                | Mongolie            | Abandon |
| 193 | Solongo Tserenlkham                 | Mongolie            | Abandon |
| 194 | Eyeru Gebru                         | Équipe des Réfugiés | Abandon |
| 195 | n/a                                 | n/a                 | n/a     |
| 196 | Jessica Pratt                       | Malte               | Abandon |
| 197 | Viktoriya Sidorenko *               | Azerbaïdjan         | Abandon |